# Kara Walker
Kara Elizabeth Walker (Stockton, 26 novembre 1969) è un'artista statunitense nota per affrontare nelle sue opere, come scultrice e artista multimediale, gli aspetti più disturbanti del razzismo e del sessismo nella storia degli Stati Uniti d'America.

## Biografia
Nacque in California da Larry Walker, artista e membro dell'Università del Pacifico di Stockton.
Dimostrò in modo precoce una propensione artistica e cominciò a interessarsi al tema della razza già all'età di 13 anni, quando si trasferì ad Atlanta, in un contesto intriso di pregiudizi razziali. Si laureò nel 1991 presso l'Atlanta College of Art con un bachelor e nel 1994 presso la Rhode Island School of Design con un master's degree. In queste accademie studiò pittura e stampa d'arte. All'istituto di Rhode Island, in particolare, iniziò la sua sperimentazione con le silhouette, giocando con fonti ritrovate in testi, film e cartoni animati in cui esplorare i tempi della schiavitù, della violenza e della sessualità.
Nello stesso 1994 partecipò a un'esposizione per nuovi talenti nel Drawing Center di New York, con Gone, an Historical Romance of a Civil War as It Occurred Between the Dusky Thighs of One Negress and Her Heart, un murale di 15 metri, creato con silhouette a grandezza naturale rappresentanti scene disturbanti ambientate nel periodo precedente alla guerra civile americana. Quest'opera e quelle immediatamente seguenti crearono scompiglio nella stessa comunità afroamericana, che le rimproverava un uso di caricature razziste. Walker replicò che la sua arte sollevava domande difficili, con l'aiuto della silhoulette che, similmente agli stereotipi, «dice tanto con scarse informazioni». Di contro, l'esposizione la catapultò nel panorama artistico internazionale.
Le sue installazioni si caratterizzarono così per le loro proporzioni insolite, tipiche degli affreschi piuttosto che le miniature e i ritratti con cui erano usate le silhouette. Un altro esempio ne fu, nel 1997, sin dal titolo, Slavery! Slavery! Presenting a Grand and Lifelike Panoramic Journey Into Picturesque Southern Slavery or Life at “Ol’Virginny’s Hole” (Sketches From Plantation Life).
Nel 1997, la John D. and Catherine T. MacArthur Foundation le conferì un “genius grant”. L'artista espose le sue opere in giro per il mondo, in gallerie, musei e manifestazioni come la Biennale di San Paolo del 2002, nella quale rappresentò il suo Paese.
Dalla fine degli anni '90 si dedicò anche alla tecnica dell'acquerello e il suo lavoro trovò una naturale estensione in film d'animazione come Testimony, Narrative of Negress Burdened by Good Intentions del 2004.
Nel 2006 il Metropolitan Museum of Art di New York ospitò After the Deluge, una mostra in parte ispirata agli effetti dell'uragano Katrina a New Orleans, in cui Walker giustappose proprie opere e opere della collezione del museo per raccontare il terribile potere dell'acqua. Nel 2007 il Walker Art Center di Minneapolis ospitò il progetto itinerante My Complement, My Enemy, My Oppressor, My Love, la sua installazione più importante, che avrebbe migrato al Musée d’Art moderne de la Ville de Paris, al Whitney Museum of American Art di New York, all'Hammer Museum di Los Angeles e al Museum of Modern Art di Fort Worth. Nel 2013 l'Art Institute of Chicago allestì Rise Up Ye Mighty Race!.
Nel 2015, fu selezionata per un progetto speciale della Biennale di Venezia, per il quale fece da regista, scenografa e costumista per una messa in scena della Norma di Bellini al Teatro La Fenice.
Walker si dedicò alla scultura per la prima volta su commissione, per un'installazione temporanea nella fabbrica Domino Sugar di Brooklyn prima della sua demolizione, A Subtlety, or the Marvelous Sugar Baby.
Nel 2019 il Tate Modern di Londra le commissionò un lavoro che sarebbe diventato Fons Americanus, scultura per la quale si ispirò al Memoriale della Vittoria di Buckingham Palace, sovvertendone il significato.
Insegna alla Columbia University di New York.

## Opere

### Silhouette

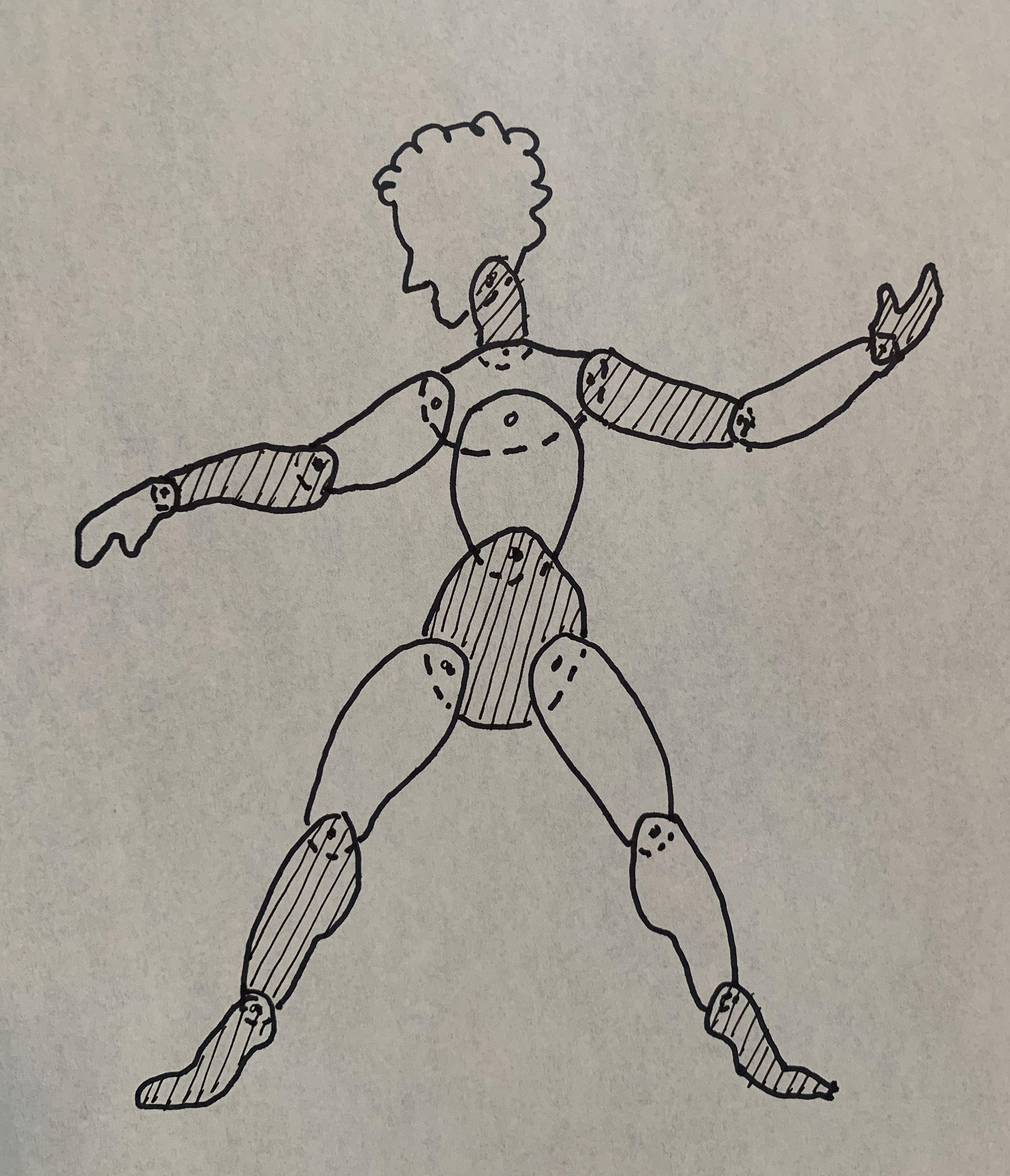
Una silhouette di Lotte Reiniger, tra le ispiratrici di Kara Walker

Le installazioni di Walker partono dalla tecnica del papercut ("ritaglio della carta") e fanno uso di sagome di carta, insieme a collage, disegni su carta o muro, dipinti, performance, filmati, teatro d'ombre, proiezioni di luce con lanterne magiche, marionette, animazioni, scenografie, allo scopo di trattare temi quali «potere, razza e relazioni di genere».
Le silhouette sono un «riferimento diretto a una forma di arte popolare del XIX secolo» e rappresentano una critica alla cultura tradizionale e patriarcale. Il loro immaginario attinge dal folclore e dalla tradizione, dalla cultura femminile o da culture subalterne, e mirano a rinarrare la storia del razzismo in America tramite serie di vignette nonlineari, impregnate di violenza e/o sessualità. Per i video si rifà tra le altre a Lotte Reininger, pioniera dell'animazione.  Soggetti delle sue composizioni sono spesso la vita quotidiana degli schiavi e le violenze che essi subivano, le storture dell'epoca coloniale, il segregazionismo e, con connotazione negativa, anche il collaborazionismo tra schiavi neri e padroni bianchi. La componente razziale è resa dal contrasto tra bianco e nero; le figure nere su sfondo bianco evocano stereotipi e archetipi, con i quali l'artista ravvede affinità con le sagome stesse, per la loro capacità di comunicare a fronte di informazioni minime. Ribalta così l'uso segregazionista e lombrosiano che era stato fatto delle silhouettes in passato. Il gioco di contrasti si esplica anche su altri fronti («bello e orribile, decorativo e mortifero, giocoso e umiliante») che mirano a suscitare reazioni forti nello spettatore:
Nel progetto My complement, my enemy, my oppressor, my love (2007) l'artista esplora il tema controverso del rapporto ambiguo tra padrone e schiavo, in cui quest'ultimo ne diventa complice e complementare.
The End of Uncle Tom and the Grand Allegorical Tableau of Eva in Heaven ("La fine dello zio Tom e il grande quadro allegorico di Eva in Paradiso") (1997) si compone delle sagome di tre donne nere di diverse età e una poppante, che si allattano a vicenda; è una opera fortemente allegorica la cui interpretazione non è univoca e può passare sia dallo sfruttamento del latte delle schiave in epoca coloniale sia dalla saggezza femminile che si tramanda nelle generazioni.

### Scultura
A Subtlety, or the Marvelous Sugar Baby (2014) – installazione temporanea nella fabbrica Domino Sugar di Brooklyn prima della sua demolizione – rappresentava una massiccia sfinge in polistirene ricoperta di zucchero, con una coorte di figure infantili color melassa portanti cestini e banane; la sfinge richiamava lo stereotipo razzista della “mammy”, con naso, labbra e seni di dimensioni esagerate e un'esposizione provocatoria dei genitali. L'installazione ebbe successo di pubblico (oltre 130 000 visitatori nel corso di otto weekend) e di critica, che plaudì la capacità di suscitare un dibattito sui temi degli stereotipi razziali e dell'oggettificazione sessuale della donna nera.

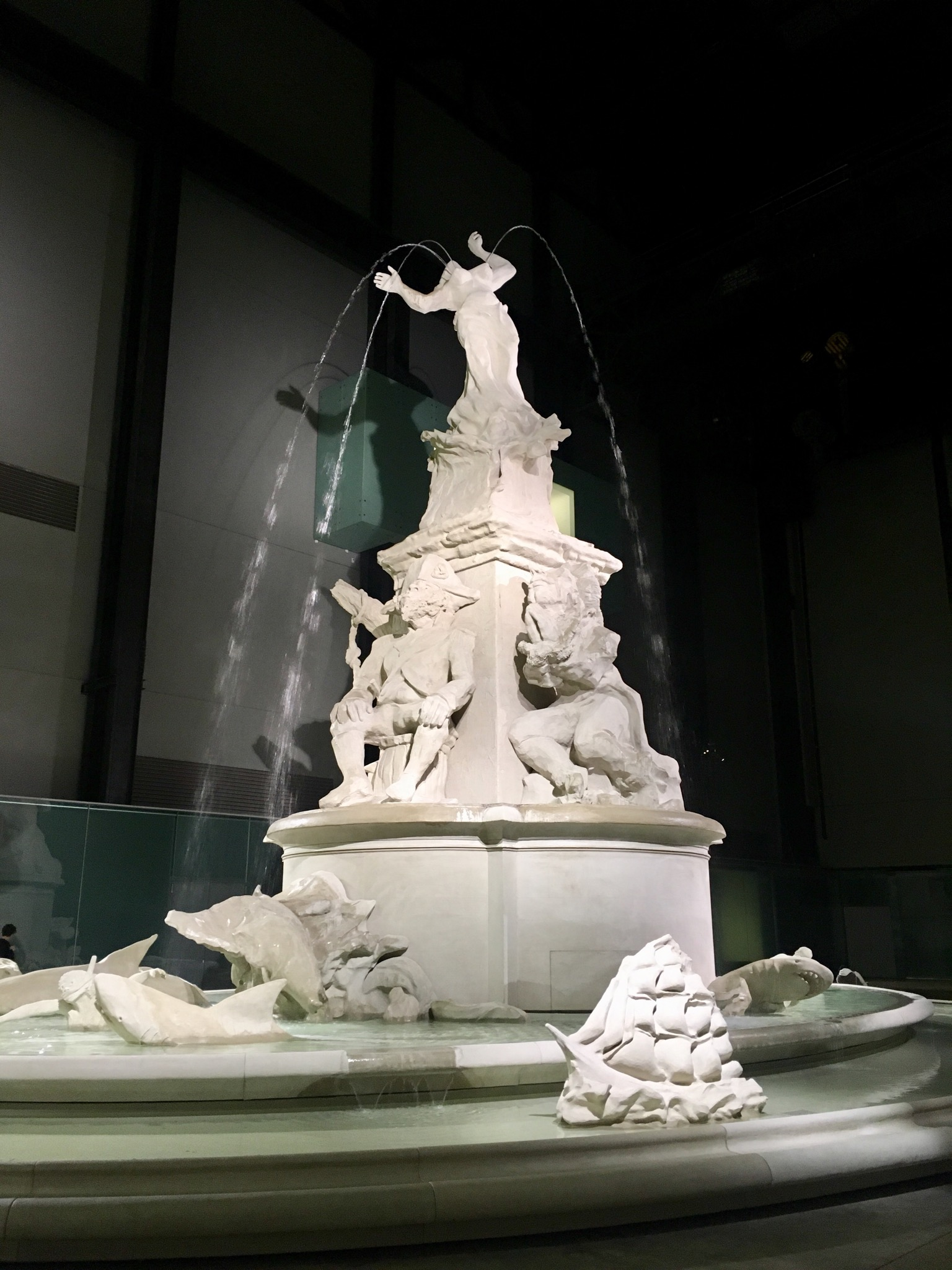
Fons Americanus, Tate Modern

Fons Americanus (2019) (“fontana americana”) ribalta la prospettiva del Memoriale della Vittoria di Buckingham Palace, sbeffeggiando la gloria dell'Impero britannico e commemorandone invece le vittime. È una fontana di 13 metri, di un materiale che richiama il marmo, composta da figure grossolane che in modo inquietante spruzzano acqua dagli occhi, dai seni o dalla giugulare. La scultura presenta richiami ad opere di J.M.W. Turner ed Emmett Till, nonché all'iconografia di Venere.

## Riconoscimenti
Walker ha ricevuto numerosi riconoscimenti tra l'Europa e l'America tra i quali si annoverano: il John D. and Catherine T. MacArthur Foundation Achievement Award del 1997 e la United States Artists, Eileen Harris Norton Fellowship nel 2008. Inoltre nel 2012 è diventata membro dell'American Academy of Arts and Letters, nel 2015 è stata nominata Tepper Chair in Arti Visive presso la Mason Gross School of the Arts della Rutgers University, e il 30 maggio 2019 è stata nominata membro onorario della Royal Academy.
Nel 2007 Time Magazine ha inserito Walker nella classifica degli artisti e dei performer più influenti al mondo.

## Mostre
Le sue opere sono ospitate in musei e collezioni statunitensi ed europee, tra cui il Solomon R. Guggenheim Museum, Museum of Modern Art e il Metropolitan Museum of Art di New York, la Tate Gallery di Londra, il Museo Nazionale delle Arti del XXI Secolo (MAXXI) di Roma e la Deutsche Bank di Francoforte. Sue mostre personali sono state organizzate all'Art Institute of Chicago, al Camden Arts Centre di Londra e al Metropolitan Arts Center (MAC) di Belfast.